# UK hardcore
Genres dérivés
J-core, powerstomp
Genres associés
Freeform hardcore
Le UK hardcore est un genre musical dérivé de la techno hardcore, dont les caractéristiques musicales sont principalement orientées et directement liées au happy hardcore (un sous-genre de la musique gabber), et influencé par diverses variétés de musiques rave, ayant émergé et s'étant développé au début des années 1990 au Royaume-Uni. 
Les artistes et groupes notoires ayant aidé à la popularisation du genre incluent notamment : Darren Styles, Dougal, Gammer, Hixxy, JAKAZiD, Scott Brown, et Sy. Des compilations musicales telles que Hardcore Till I Die, Clubland X-treme Hardcore et Bonkers sont également pionnières du genre. Néanmoins, le terme porte souvent à confusion ; il ne désigne pas seulement le genre orienté techno hardcore, mais également un type de punk hardcore britannique.

## Histoire
Des premières sonorités de ce style musical peuvent être retracées vers la fin des années 1990, période durant laquelle des compositeurs actuellement classés sous la catégorie early hardcore tels que SL2, Hyper-On Experience, DJ Jonny L et Sonz of a Loop da Loop Era, en coopération avec des labels tels que Moving Shadow, Reinforced, XL et Formation se forment. À l'émergence de la techno hardcore, de nombreux sous-genres musicaux se développent dont le gabber, et le happy hardcore. Ce dernier, mieux démarqué dans les années 1992-1993, se réinvente à la suite d'une baisse de popularité à la fin des années 1990. Plusieurs éléments sonores comme les morceaux de breakbeat et riffs de piano, sont retirés pour laisser place à des mélodies plus travaillées et des kicks 4/4. Ce ravalement musical émergeant du happy hardcore est alors décrit sous le terme de « UK hardcore ». Au cours de son évolution depuis son prédécesseur, le happy hardcore, le UK hardcore devient une sonorité à part entière, principalement popularisée au Royaume-Uni.
Les artistes et groupes notoires ayant aidé à la popularisation du genre incluent notamment :Darren Styles, Darwin, Dougal, Fracus, Gammer, Hixxy, JAKAZiD, Mark Breeze, S3RL, Re-Con, Scott Brown, et Sy. Au début des années 2000, le UK hardcore se développe et se popularise en tant que musique underground à part entière ; plusieurs chansons du genre atteignent les classements musicaux britanniques comme notamment Save Me de Darren Styles, Discolights et Sure Feels Good (Darren Styles et Ultrabeat), Elysium (Scott Brown et Ultrabeat).

## Caractéristiques
La techno hardcore britannique est, selon le critique musical Simon Reynolds, l'un des genres musicaux en provenance du nord-est — du breakbeat house et du ragga techno en provenance de Londres — avec lesquelles le Royaume-Uni arrivait à créer ses propres sons uniques et mutants de la house et de la techno (en y ajoutant ironiquement des éléments de dub reggae, de dancehall, et de hip-hop non-britanniques de par leurs origines). Le UK hardcore est caractérisé par un tempo rapide oscillant entre 160 et 200 BPM. Il aborde habituellement les thèmes de l'amour, de l'amitié, et des fêtes.